# Lom (Bulgária)
Lom (búlgaro: Лом) é uma cidade da Bulgária localizada no distrito de Montana.

## História

### Antiguidade e Idade Média
Lom foi fundada pelos Trácios sob o nome de Artanes na antiguidade. Após eles, os Romanos chamaram o castelo e a cidade de Almus, do qual provém o nome da cidade atual e do rio Lom.
Não existem informações declarando que existiu um grande povoado naquele local na idade média. Não foi até a chegada dos Otomanos que a fez crescer, mas por um longo período de tempo debaixo das sombras das cidades dominantes de Vidin, Nikopol e Silistra. Sabe-se que o vilarejo Otomano foi fundado em 1695 por Kara Mustafa e Murade Bei, que foram derrotados em Viena em 1683 ae vieram de jangada ao longo do rio Danúbio.

### Domínio Otomano e Renascimento Nacional da Bulgária
O nome Lom Palanka foi mencionado pela primeira vez em 1704. O povoado então chamado de "Palanka" que era algo entre uma aldeia e vilarejo, em questão de tamanho e importância. Em 1798 Lom sofria de ataques bandoleiros. Com o desenvolvimento do transporte marítimo ao longo do Danúbio após 1830, a importância da cidade cresceu. A estrada para Sofia contribuiu para seu progresso e a tornou no principal porto de exportação para Viena (Áustria). Ao ano de 1869 havia 120 lojas, 148 escritórios de comércio, 175 mercados, 34 bares, 6 hotéis e 2 moinhos. A cidade era centrada ao redor do antigo castelo Kale, que era acessada através de três kapii (portões) — Vidinska, Belogradchishka e Sofiyska. Em 1880 havia 7.500 habitantes na cidade.
Lom se orgulha de suas tradições do período do Renascimento Nacional da Bulgária. Durante este evento, o primeiro centro comunitário na Bulgária (1856) foi fundado na cidade. A primeira sociedade  das mulheres no país também foi estabelecido em 1858 e uma das primeiras peças de teatro tomaram conta na cidade. Krastyu Pishurka, um famoso educador, também trabalhou em Lom.
Até a Segunda Guerra Mundial, esta era uma grande cidade mercante. Após 1944 a indústria se desenvolveu e formou — fábrica de açúcar, fábrica de latas e indústria de grãos. Esta se tornou um porto na parte sudoeste da Bulgária.

## Vizinhança
As cidades próximas à Lom são:
- Boruna
- Dalgoshevtsi
- Golintsi
- Humata
- Kaletata
- Lyulyatsite
- Mladenovo
- Mladost
- Momin Brod
- Stadiona
- Zornitsa

## Marcos
- Plazha (em búlgaro:  Плажа) - a praia de 500 m de comprimento na margem do rio Danúbio, a 3 km do centro da cidade
- Museu de História, no edifício da antiga prefeitura.
- Ruínas preservadas do antigo castelo Almus
- Postoyanstvo, o centro comunitário mais antigo da Bulgária
- Construção da Antiga Escola de Pedagogia
- Igreja de Boruna
- Monumento de Tseko Voivoda (1807-1881), um participante nas batalhas para a libertação da Sérvia e proclamado pelo governo Sérvio como um voivoda (líder revolucionário)

## Religião
A maior parte da população de Lom é Cristã Ortodoxa. O segundo maior grupo religioso é o Protestantismo-adventistas e batistas.

## Honra à cidade
Pico de Lom na Ilha de Livingston nas Ilhas Shetland do Sul, Antarctica é honrado com o nome da cidade de Lom.

## Município
O município de Lom consiste nos seguintes 9 vilarejos mais a cidade de Lom por si mesma, das quais é o centro administrativo do município.
| - Dobri dol - Dolno Linevo - Kovachitsa - Lom - Orsoya | - Slivata - Staliyska mahala - Stanevo - Traykovo - Zamfir |

## Galeria

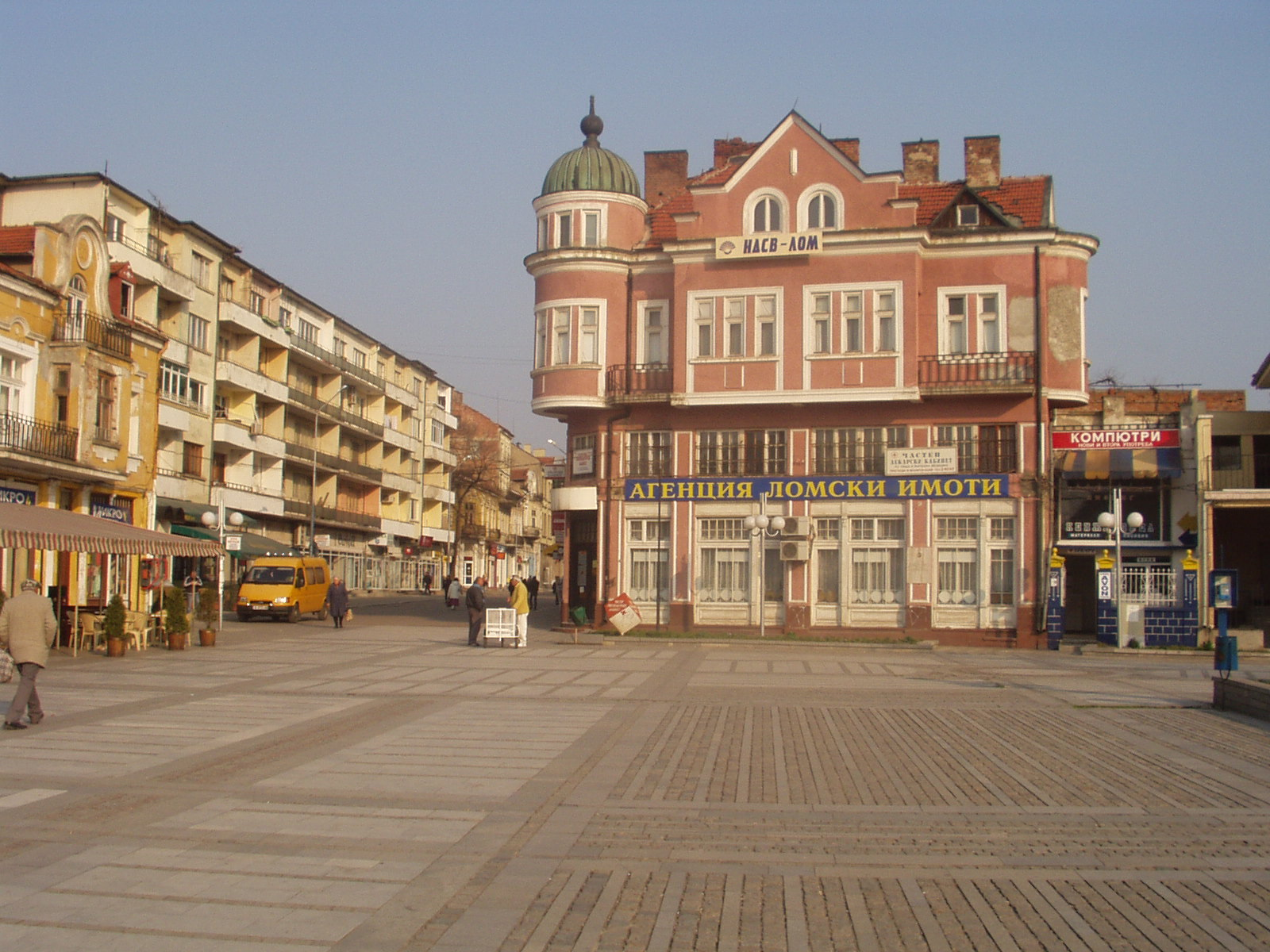

## População
| Lom (Bulgária) | Lom (Bulgária) | Lom (Bulgária) | Lom (Bulgária) | Lom (Bulgária) | Lom (Bulgária) | Lom (Bulgária) | Lom (Bulgária) | Lom (Bulgária) | Lom (Bulgária) | Lom (Bulgária) | Lom (Bulgária) | Lom (Bulgária) | Lom (Bulgária) | Lom (Bulgária) | Lom (Bulgária) | Lom (Bulgária) | Lom (Bulgária) | Lom (Bulgária) | Lom (Bulgária) |
| --- | -------------- | -------------- | -------------- | -------------- | -------------- | -------------- | -------------- | -------------- | -------------- | -------------- | -------------- | -------------- | -------------- | -------------- | -------------- | -------------- | -------------- | -------------- | -------------- |
| Ano | 1887           | 1910           | 1934           | 1946           | 1956           | 1965           | 1975           | 1985           | 1992           | 2001           | 2002           | 2003           | 2004           | 2005           | 2006           | 2007           | 2008           | 2009           | 2010           |
| População |                |                |                | 15,255         | 22,902         | 28,196         | 30,540         | 32,121         | 31,133         | 27,767         | 27,674         | 27,378         | 26,668         | 26,185         | 25,626         | 25,353         | 24,971         | 24,637         | 24,300         |
| Fontes: Instituto Nacional de Estatísticas, „citypopulation.de“, „pop-stat.mashke.org“, Bulgarian Academy of Sciences |                |                |                |                |                |                |                |                |                |                |                |                |                |                |                |                |                |                |                |